# Cuillère à œuf
Une cuillère à œuf est une petite cuillère adaptée à la consommation des œufs à la coque.

## Description

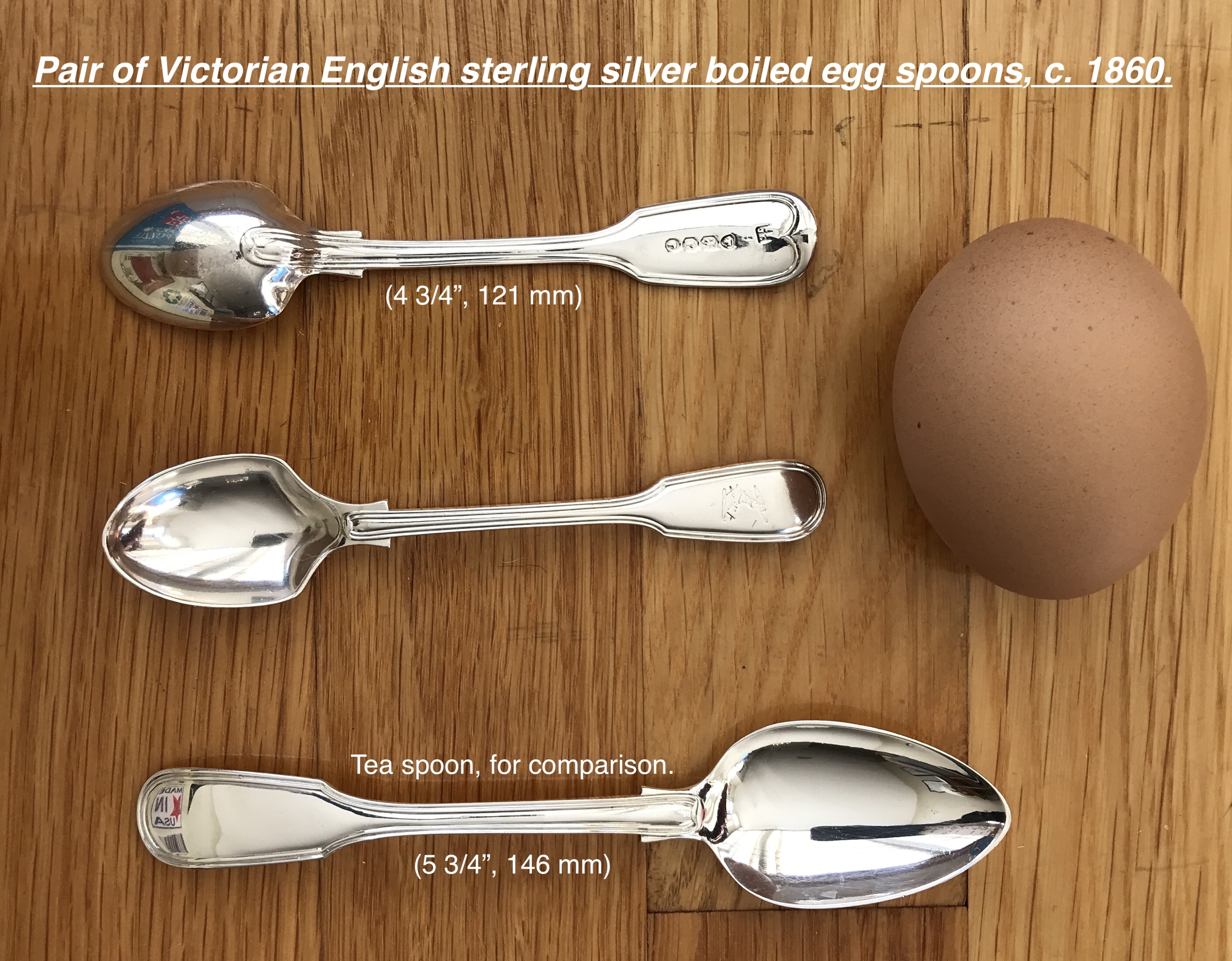
Cuillères à œuf (en haut) en comparaison d'une cuillère à thé et un œuf de poule.

La cuillère à œuf est plus petite que la cuillère à café avec un cuilleron plus creux et son extrémité est plus pointue que celui de la cuillère à café. Ces caractéristiques permettent de prélever le contenu de l'œuf à la coque de l'intérieur de la coquille. Dans un service d'argenterie, la cuillère à œuf se reconnaît à ce que son cuilleron n'est pas en argent, qui s'oxyde (et ternit) au contact du jaune de l'œuf et lui donne mauvais goût, mais dans un matériau comme la corne ou l'ivoire.